# Pteris livida
Pteris livida là một loài thực vật có mạch trong họ Pteridaceae. Loài này được Mett. miêu tả khoa học đầu tiên năm 1864.